# Constança de Sicília
|  | Aquest article tracta sobre la muller de Pere el Gran. Vegeu-ne altres significats a «Constança de Sicília (desambiguació)». |

Constança de Sicília (Catània, Sicília 1249-Barcelona, 8 d'abril de 1302) fou reina consort d'Aragó i de València, comtessa de Barcelona (1276-1285) i reina de Sicília (1282-1302), casada amb el rei Pere el Gran. Proclamada beata per l'Església catòlica.

## Orígens familiars
Filla del rei Manfred I de Sicília i de Beatriu de Savoia. Era neta de l'emperador Frederic II d'Alemanya per part de pare i del comte Amadeu IV de Savoia per part de mare.

## Ascens al tron sicilià
Es va casar el 1262 amb l'infant Pere d'Aragó, fill del comte rei Jaume I el Conqueridor i de Violant d'Hongria. Aquest matrimoni, que segellava l'aliança catalanosiciliana, va servir de palanca per tal d'estendre la influència catalana a la Mediterrània central en detriment dels interessos francesos.
Quan el 1266 Carles I d'Anjou arrabassà el tron de Sicília a Manfred, els principals caps del gibel·linisme sicilià varen ser acollits a la cort catalana de l'infant Pere i de Constança (els Lauria, els Lancia, els Procida, etc.), que es van convertir en els nous monarques de la corona d'Aragó el 1276. En produir-se la revolta de les Vespres Sicilianes, el 1282, el rei Pere, com a marit de Constança, hereva del regne, va ser proclamat rei pels sicilians i tots dos van ser coronats el 30 d'agost de 1282 a la catedral de Palerm. El rei Pere encomanà el govern de l'illa a la reina i als infants Jaume i Frederic, però Constança va preferir deixar el govern en mans dels seus fills.

## Núpcies i descendents
El dot de Constança de Sicília ascendia a 50.000 unces d'or i estava format per objectes de gran valor, destinats a representar de manera tangible la rica herència cultural i política que Constança aportava al Regne d'Aragó: entre ells hi havia un faldistorium d'or, el tron en forma de tamboret que era un dels símbols del poder per als sobirans medievals.
Es va casar el 13 de juny de 1262, a la catedral de Montpeller, amb l'infant Pere d'Aragó, fill i hereu de Jaume I. D'aquest matrimoni tingueren:
- l'infant Alfons III d'Aragó (1265-1291), comte de Barcelona i rei d'Aragó
- l'infant Jaume II d'Aragó (1267-1327), comte de Barcelona i rei d'Aragó
- la infanta Elisabet d'Aragó (1271-1336), casada el 1288 amb Dionís I de Portugal i santa de l'Església catòlica
- l'infant Frederic II de Sicília (1272-1337), rei de Sicília
- la infanta Violant d'Aragó (1273-1302), casada el 1297 amb Robert I de Nàpols
- l'infant Pere d'Aragó (1275-1291), que es va casar amb Guillema de Montcada i Bearn.[7]

El 1285 va enviudar i el 1297 es va traslladar definitivament a Catalunya. Amb les rendes del testament del seu marit va ordenar la construcció de dos hospitals per a pobres, a Barcelona i València, regentats per franciscans. Es retirà al convent de Santa Clara de Barcelona, on morí el 8 d'abril de 1302, dia de Divendres Sant.

## Veneració

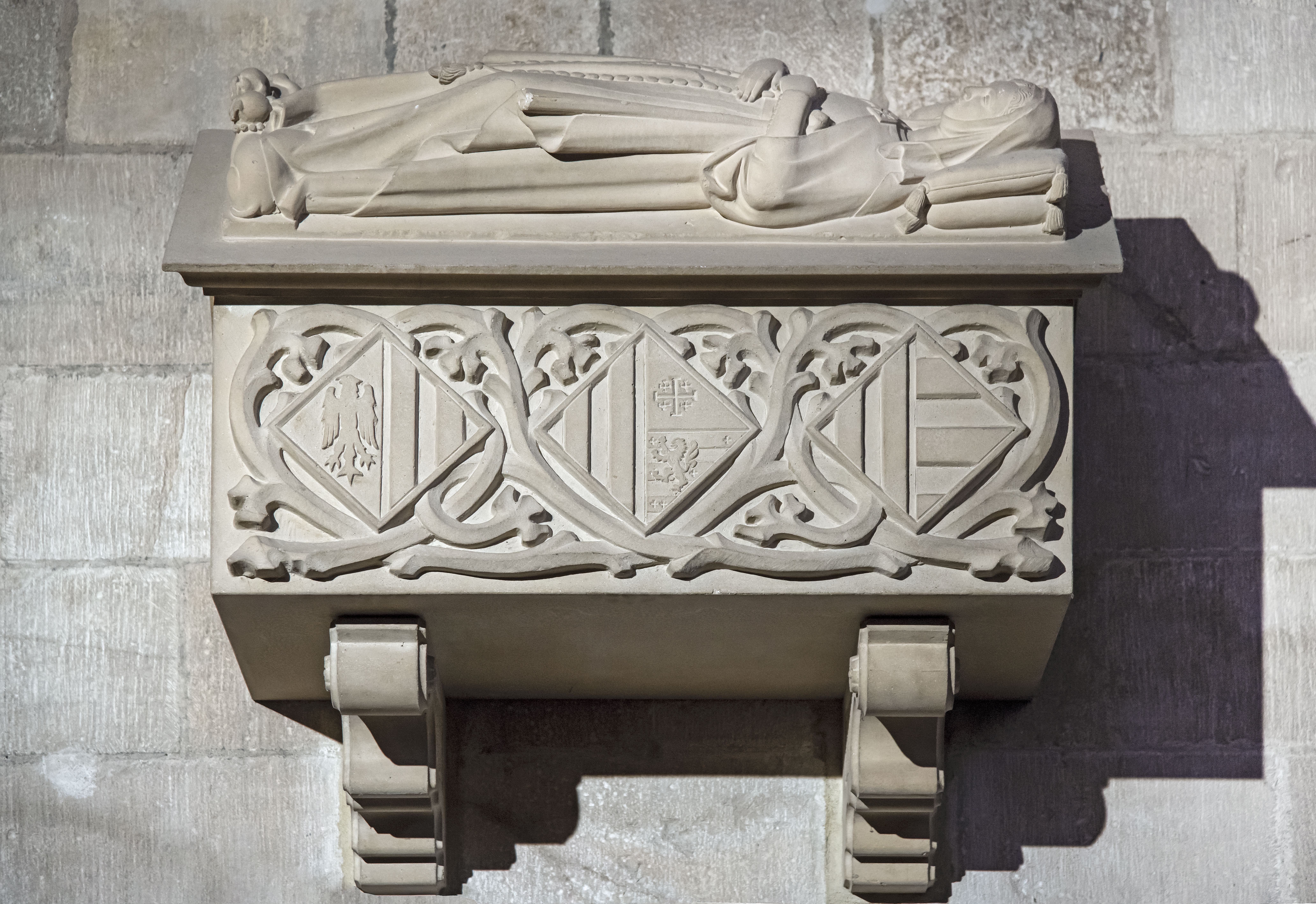
La seva tomba

Va ser soterrada al convent de Sant Francesc de Barcelona. Quan després de l'incendi i saqueig de 1835 va ser enderrocat el convent, les seves restes i les d'altres personatges reials enterrats en aquell convent van ser traslladades primer a l'arxiu municipal i després a la catedral de Barcelona. La reina Isabel II finançà la construcció d'uns ossaris, que van ser instal·lats en una capella del claustre de la catedral. Recentment, les restes reials contingudes en aquests ossaris han estat traslladades a l'interior del temple en unes urnes de nova construcció.
Per la seva vida virtuosa, que influí en la dels seus fills (entre ells santa Elisabet de Portugal), aviat va començar a ser venerada i se'n parlà d'aparicions als seus fills Frederic i Jaume. Fou finalment proclamada beata per l'Església per la seva actitud favorable a la política papal. La seva festivitat se celebra el 17 de juliol.
Dant la lloa en el Purgatori (III, 143), anomenant-la la «buona Costanza».